# 106 Pułk Grenadierów SS (7 łotewski)
106 Pułk Grenadierów SS (niem. Waffen-Grenadier-Regiment 106 (lett. Nr. 7) – kolaboracyjna jednostka wojskowa Waffen-SS złożona z Łotyszy pod koniec II wojny światowej.

## Historia
Pułk został sformowany 17 sierpnia 1944 r. na bazie 2 Łotewskiego Policyjnego Pułku Granicznego SS. Podporządkowano go bezpośrednio VI Łotewskiego Korpusowi Armijnemu SS. Na jego czele stanął Waffen-Obersturmbannführer der SS Jānis Roberts Jansons. Po jego śmierci 4 listopada zastąpił go Waffen-Sturmbannführer der SS Eduards Stīpnieks. W poł. listopada pułk zasiliły dodatkowo resztki 5 Łotewskiego policyjnego pułku granicznego SS i jednego z batalionów łotewskich oddziałów Waffen-SS. Walczył w tzw. worku kurlandzkim. Pod koniec stycznia 1945 r. został rozwiązany.

## Skład organizacyjny
- I batalion – dowódca Waffen-Hauptsturmführer der SS Arturs Salmiņš
- II batalion – dowódca Waffen-Sturmbannführer der SS Kārlis Ozols
- III batalion – dowódca Waffen-Sturmbannführer der SS Arnolds Jēkabs Ķīsis